# Aloe candicans
Aloe candicans é uma espécie de liliopsida do gênero Aloe, pertencente à família Asphodelaceae.